# Beauce-la-Romaine
Beauce-la-Romaine es una comuna nueva francesa situada en el departamento de Loir y Cher, de la región de Centro-Valle de Loira.

## Historia
Fue creada el 1 de enero de 2016, en aplicación de una resolución del prefecto de Loir y Cher de 6 de noviembre de 2015 con la unión de las comunas de La Colombe, Membrolles, Ouzouer-le-Marché, Prénouvellon, Semerville, Tripleville y Verdes, pasando a estar el ayuntamiento en la antigua comuna de Ouzouer-le-Marché.

## Demografía
| Gráfica de evolución demográfica de Beauce-la-Romaine entre 1800 y 2013 |
|                                                                         |

Los datos entre 1800 y 2013 son el resultado de sumar los parciales de las siete comunas que forman la nueva comuna de Beauce-la-Romaine, cuyos datos se han cogido de 1800 a 1999 (o a 2006 según corresponda), para las comunas de La Colombe, Membrolles, Ouzouer-le-Marché, Prénouvellon, Semerville, Tripleville, y Verdes de la página francesa EHESS/Cassini. Los demás datos se han cogido de la página del INSEE.

## Composición
| Comuna delegada   | Código INSEE | Población (2013) | Superficie (km²) | Densidad (hab./km²) |
| ----------------- | ------------ | ---------------- | ---------------- | ------------------- |
| La Colombe        | 41056        | 214              | 18.36            | 12                  |
| Membrolles        | 41133        | 267              | 18.95            | 14                  |
| Ouzouer-le-Marché | 41173        | 1989             | 28.10            | 71                  |
| Prénouvellon      | 41183        | 227              | 19.77            | 11                  |
| Semerville        | 41244        | 97               | 9.67             | 10                  |
| Tripleville       | 41294        | 165              | 13.07            | 13                  |
| Verdes            | 41270        | 490              | 28.59            | 17                  |